# Artur Partyka
Artur Jerzy Partyka (Stalowa Wola, 25. srpnja 1969.), bivši poljski atletičar natjecao se u skoku u vis. Osvajač je zlata na Europskom prvenstvu 1995. u Budimpešti .

## Natjecanja

### Olimpijske igre
Na Olimpijskim igrama osvojio je dvije medalje prvu brončanu u  Barceloni 1992. a drugu srebrenu četiri godine kasnije u  Atlanta 1996.  godine.

### Svjetska prvenstva
Na Svjetskim prvenstvima osvojio je tri medalje, dva srebra u Stuttgartu 1993. i Ateni 1997. te broncu u Göteborgu 1995. godine.

### Europska prvenstva
Na Europskom prvenstvu u Budimpešti 1995. godine postao je Europski prvak. Također ima i dva zlata s Europskih prvenstava u dvorani iz Valencije i Glasgowa.

## Vanjske poveznice
- IAAF-ov profil
- Artur Partyka